# Chronstau
Chronstau (polnisch Chrząstowice, 1936–1945 Kranst) ist eine Ortschaft in Oberschlesien. Der Ort liegt in der Gemeinde Chronstau (Gmina Chrząstowice) im Powiat Opolski in der Woiwodschaft Oppeln in Polen. Es ist Sitz der gleichnamigen Landgemeinde mit fast 6.900 Einwohnern. Sie ist seit 2006 offiziell eine zweisprachige Gemeinde (Deutsch und Polnisch).

## Geographie

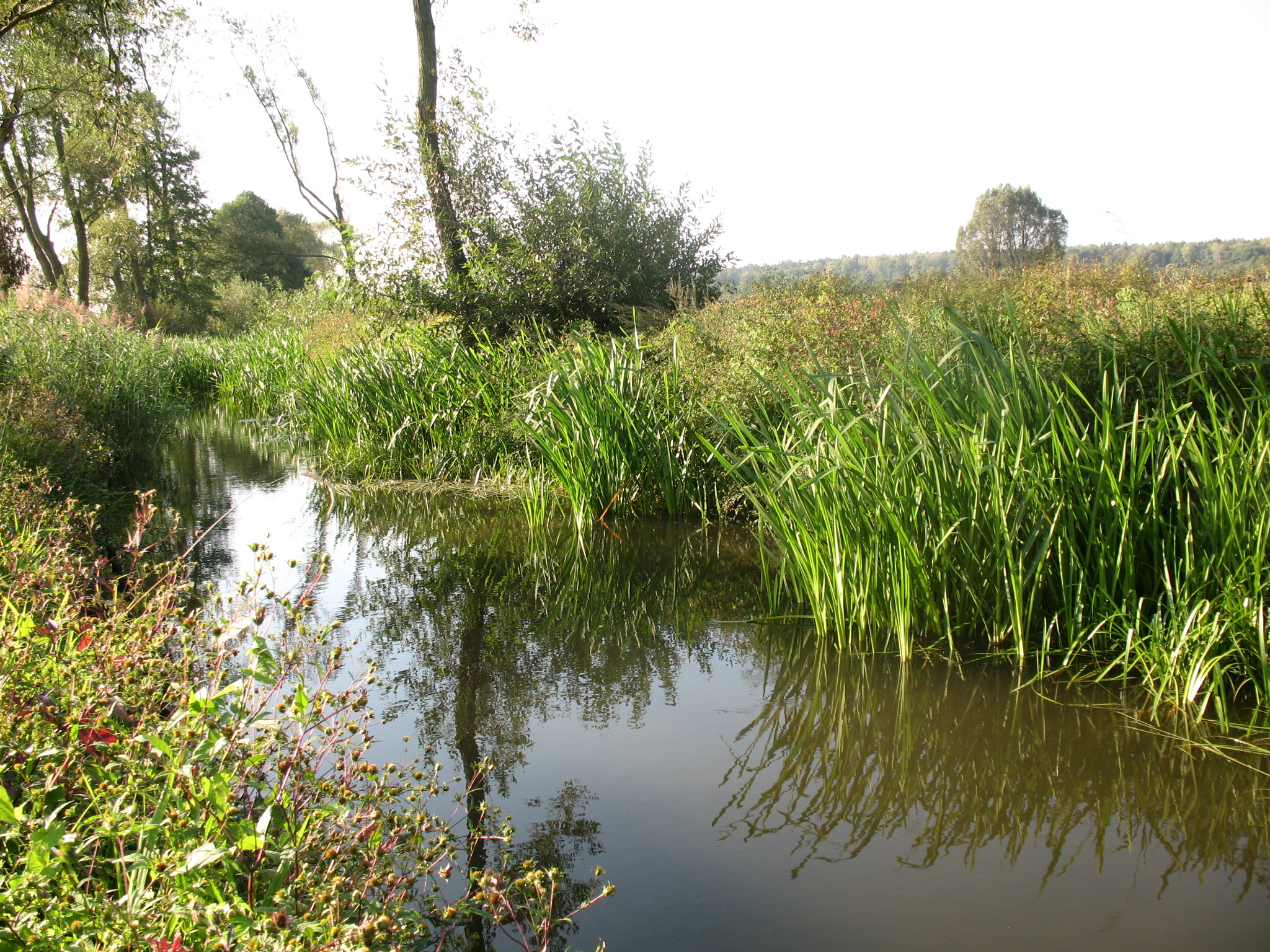
Die Sucha bei Chronstau

### Geographische Lage
Chronstau liegt zwölf Kilometer östlich der Kreisstadt und Woiwodschaftshauptstadt Opole (Oppeln). Der Ort liegt in der Nizina Śląska (Schlesische Tiefebene) innerhalb der Równina Opolska (Oppelner Ebene). Der Ort liegt am Himmelwitzer Wasser. Südlich des Ortes fließen die Sucha und die Ptaszkówka in das Himmelwitzer Wasser. Im nördlichen Teil des Dorfes durchzieht die Landesstraße Droga krajowa 46 die Ortschaft. Südlich des Ortes verläuft in Ost-West-Richtung die Bahnstrecke Tarnowskie Góry–Opole. Im Norden und Osten grenzt Chronstau an weitläufige Waldgebiete.

### Nachbargemeinden
Nachbarorte von Chronstau sind im Osten Dembiohammer (Dębska Kuźnia), im Süden Dembio (Dębie) und im Südwesten Derschau (Suchy Bór) und im Westen Lendzin (Lędziny).

## Geschichte

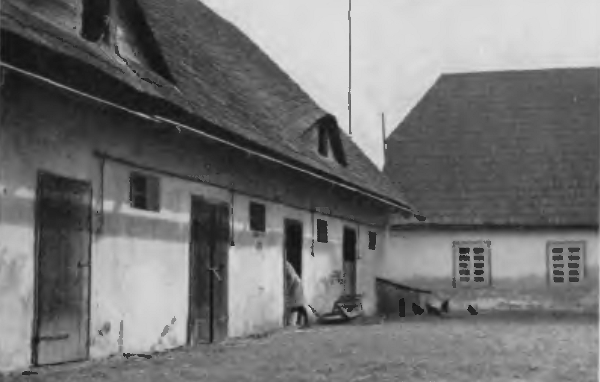
Försterei in Chronstau um 1930 – Fotograf Max Glauer

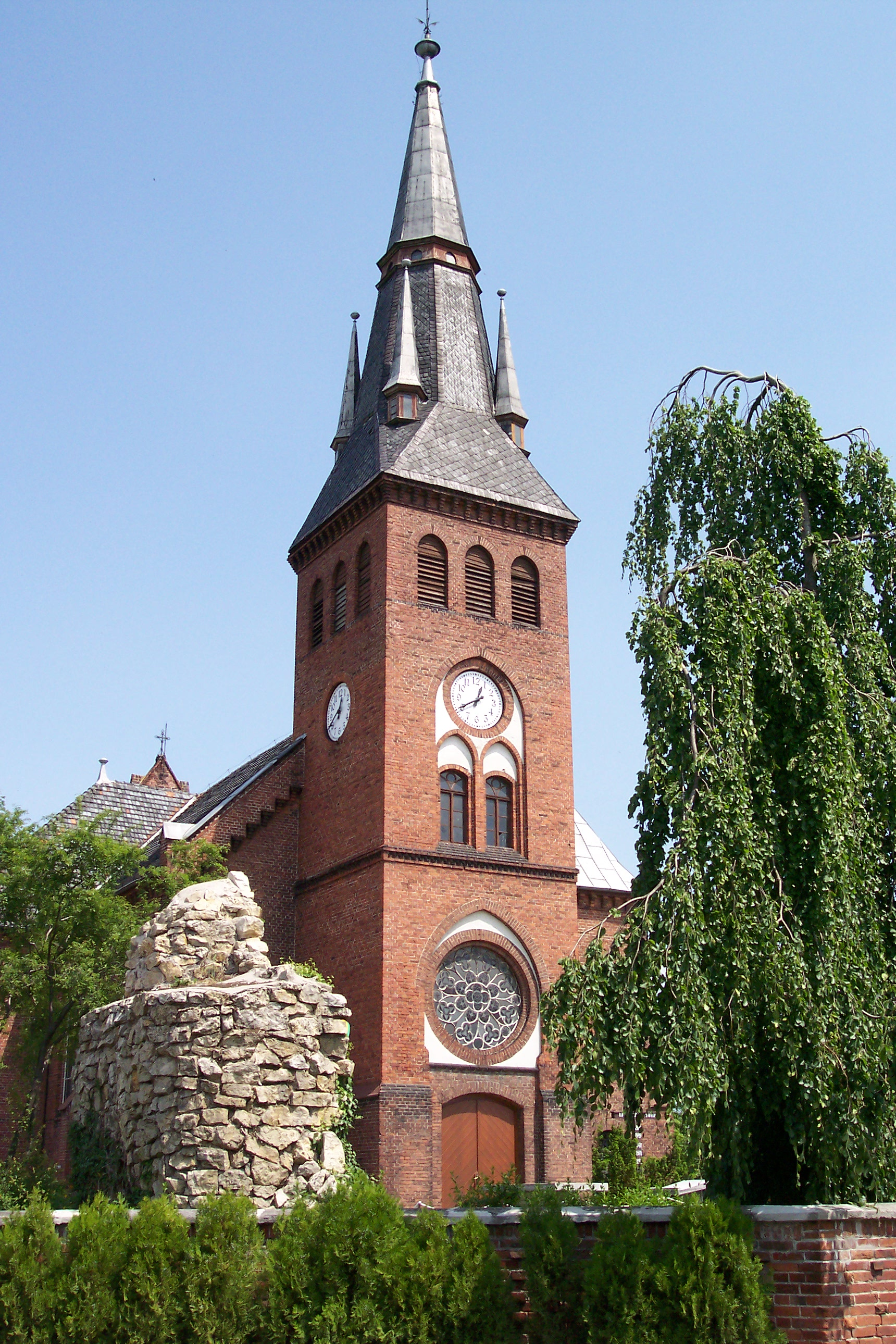
Kirche der Unbefleckten Empfängnis

Die Ortschaft wurde 1259 das erste Mal als Chranstouiz erwähnt. Der Name leitet sich vom polnischen Wort Chrosty ab und bedeutet so viel wie dichte Sträucher. 1532 wird der Ort ein weiteres Mal als  Chrzanstowitz erwähnt.
Nach dem Ersten Schlesischen Krieg 1742 fiel Chronstau  mit dem größten Teil Schlesiens an Preußen.
Nach der Neuorganisation der Provinz Schlesien gehörte die Landgemeinde Chronstau ab 1816 zum Landkreis Oppeln im Regierungsbezirk Oppeln. 1845 bestanden im Dorf eine katholische Schule, eine Unterförsterei, eine Brennerei und 60 Häuser. Im gleichen Jahr lebten in Chronstau 446 Menschen, davon fünf evangelisch und vier jüdisch. 1858 durchquerte der erste Zug in Chronstau die Strecke zwischen Oppeln und dem oberschlesischen Industriegebiet. 1861 zählte Chronstau einen Kretschmer, neun Bauern, zehn Gärtner, 31 Häuslerstellen, eine Schmiede und eine Unterförsterei. Die katholische Schule zählte im gleichen Jahr 110 Schüler. 1874 wurde der Amtsbezirk Dembiohammer gegründet, welcher die Landgemeinde Chronstau, Lendzin, Dembiohammer und Dembiohammer Colonie und dem Gutsbezirk Zbitzko umfasste.
Bei der Volksabstimmung in Oberschlesien am 20. März 1921, die in der Gegend von bürgerkriegsähnlichen Zuständen begleitet wurde, stimmten in Chronstau 248 Personen (54,0 %) für einen Verbleib bei Deutschland und 211 (46 %) für Polen. Chronstau verblieb wie der gesamte Stimmkreis Oppeln beim Deutschen Reich. Ab 1933 führten die neuen nationalsozialistischen Machthaber groß angelegte Umbenennungen von Ortsnamen slawischen Ursprungs durch. So wurde am 19. Mai 1936 der Ort in Kranst umbenannt. 1933 zählte der Ort 901 Einwohner, 1939 wiederum 1057.
1945 kam der bisher deutsche Ort unter polnische Verwaltung, wurde zunächst in Chrąsty bzw. Chrząsty umbenannt und der Woiwodschaft Schlesien angeschlossen. 1947 wurde schließlich der Ortsname Chrząstowice festgelegt. 1950 wurde Chronstau der Woiwodschaft Oppeln zugeteilt, 1999 wurde es Teil des wiedergegründeten Powiat Opolski. Nach dem Krieg ist nur eine geringe Zahl der einheimischen Bevölkerung vertrieben worden. Bis heute leben drei Bevölkerungsgruppen in der Gemeinde: Polen, Deutsche (26,7 %) und Schlesier (6,5 %).
Seit 2006 ist die Gemeinde Chronstau offiziell zweisprachig und 2008 wurden deutschsprachige Ortsbezeichnungen eingeführt.
Am 11. Dezember 2008 wurden in der Gemeinde feierlich die zweisprachigen Ortsschilder enthüllt. Chronstau ist die dritte Gemeinde mit deutschsprachigen Ortsschildern in der Woiwodschaft Opole.
Am 30. Oktober 2012 wurden an allen Bahnhöfen, die in der Gemeinde liegen, zweisprachige Bahnhofsschilder aufgestellt. Diese tragen unter der polnischen Bezeichnung die deutsche. Es handelt sich dabei um die ersten zweisprachigen Bahnhofsschilder in Polen. Es gibt drei Bahnhöfe im Gemeindegebiet: Chronstau, Derschau und Dembiohammer. Als nach kurzer Zeit die Bahnhöfe renoviert wurden, wurden die Tafeln wieder abgenommen. Nachdem nun neue polnische Tafeln angebracht worden waren, entbrannte ein Streit um die Zweisprachigkeit der Bahnhaltestellen.
2015 eröffnete die Deutsche Fußballschule Chronstau.

### Einwohnerentwicklung
1845: 446 Einwohner

1861: 500 Einwohner

1933: 901 Einwohner

1939: 1057 Einwohner

2011: 1281 Einwohner

## Sehenswürdigkeiten
- Die römisch-katholische Kirche der Unbefleckten Empfängnis (poln. Kościół Niepokalanego Poczęcia NMP) wurde zwischen 1896 und 1897 im neugotischen Stil erbaut.[12]
- Neogotisches Pfarrhaus
- Denkmal für die Gefallenen beider Weltkriege
- Empfangsgebäude des Bahnhofs Chrząstowice/Chronstau
- Wegekapelle St. Josef
- Wegekapelle mit Marienstatue

## Vereine
- Deutscher Freundschaftskreis
- Freiwillige Feuerwehr OSP Chrząstowice

## Söhne und Töchter des Ortes
- Benedykt Kocot (* 1954), Bahnradsportler

## Landgemeinde
Die Landgemeinde (gmina wiejska) Chronstau umfasst ein Gebiet von 82 km² mit rund 6.900 Einwohnern. Sie gliedert sich in eine Reihe von Dörfern.

### Partnerschaft
Seit 1997 arbeitet die Gemeinde Chronstau mit der deutschen Gemeinde Reinhardtsgrimma in Sachsen partnerschaftlich zusammen.